# Wanamaker's
Le John Wanamaker Department Store est l'un des premiers grands magasins aux États-Unis. Fondé par John Wanamaker à Philadelphie, il joue un rôle déterminant dans le développement du secteur de la vente au détail, notamment en tant que premier magasin à utiliser des étiquettes de prix.
À son apogée au début du XXe siècle, Wanamaker's possède également un magasin à New York, sur Broadway et Ninth Street. Tous deux emploient un personnel extrêmement important. À la fin du XXe siècle, il y a seize points de vente Wanamaker's, mais après des années de changement, la chaîne est rachetée par A. Alfred Taubman (en) en fin d'année 1986, et ajoutée à son précédent achat de Woodward & Lothrop, le department store de Washington, DC. En 1994, Woodies, comme on le surnomme, dépose le bilan. Les actifs de Woodies sont achetés par The May Department Stores Company et JCPenney. En 1995, Wanamaker's est passée à Hecht's (en), l'une des marques de May Company. En 2006, Macy's ouvre ses portes dans l'ancien grand magasin Wanamaker's de Philadelphie, aujourd'hui appelé Macy's Center City Le bâtiment est un monument historique national. L'un de ses agrandissements est conçu par le maître architecte Daniel Burnham. Il contient l'orgue Wanamaker, le plus grand orgue fonctionnel au monde.

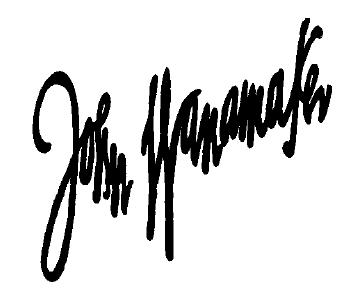
Le logo, calqué sur la signature de John Wanamaker

## Histoire

### Débuts

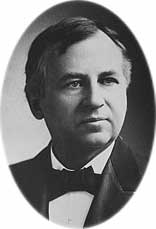
John Wanamaker

John Wanamaker nait à Philadelphie, en Pennsylvanie, en 1838. En raison d'une toux persistante, il ne peut pas rejoindre l'armée américaine pour combattre pendant la guerre civile américaine et commence donc une carrière dans les affaires. En 1861, lui et son beau-frère Nathan Brown fondent un magasin de vêtements pour hommes à Philadelphie appelé Oak Hall. John Wanamaker exploite seul l'entreprise après la mort de son beau-frère en 1868. Huit ans plus tard, il achete la gare abandonnée de la Pennsylvania Railroad pour l'utiliser comme un nouveau point de vente au détail plus grand. Le concept est de rénover le terminal en un « Grand Dépôt » semblable au Royal Exchange de Londres ou aux halles de Paris, deux marchés centraux et précurseurs des grands magasins modernes, bien connus en Europe à cette époque.

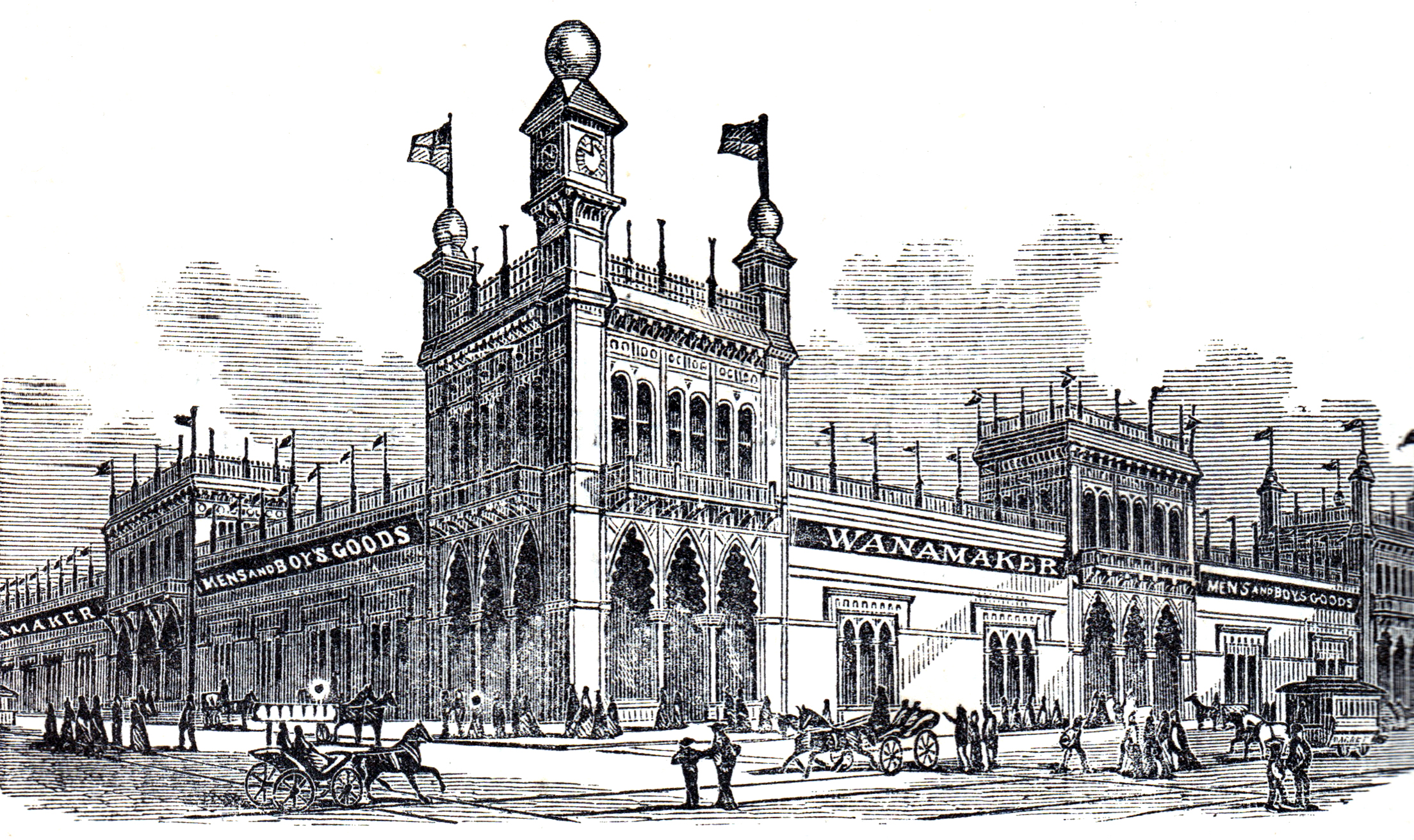
John Wanamaker en 1876

Le Wanamaker's Grand Depot ouvre ses portes à temps pour accueillir le public visitant Philadelphie pour la Centennial Exposition de 1876, et il ressemble en fait à l'un des nombreux pavillons de cette exposition universelle en raison de sa nouvelle façade mauresque fantaisiste. En 1877, l'intérieur de Wanamaker's est rénové et agrandi pour inclure non seulement les vêtements pour hommes, mais également les vêtements pour femmes et certains articles de mercerie. Il s'agit du premier grand magasin moderne de Philadelphie et de l'un des premiers fondés en Amérique. Un comptoir circulaire est placé au centre du bâtiment et des cercles concentriques rayonnent autour de lui avec 129 comptoirs de marchandises. Le magasin accepte également les commandes par correspondance, même s'il ne s'agit pas d'une grande entreprise jusqu'au début du XXe siècle,.

### Un commerce de détail éclairé

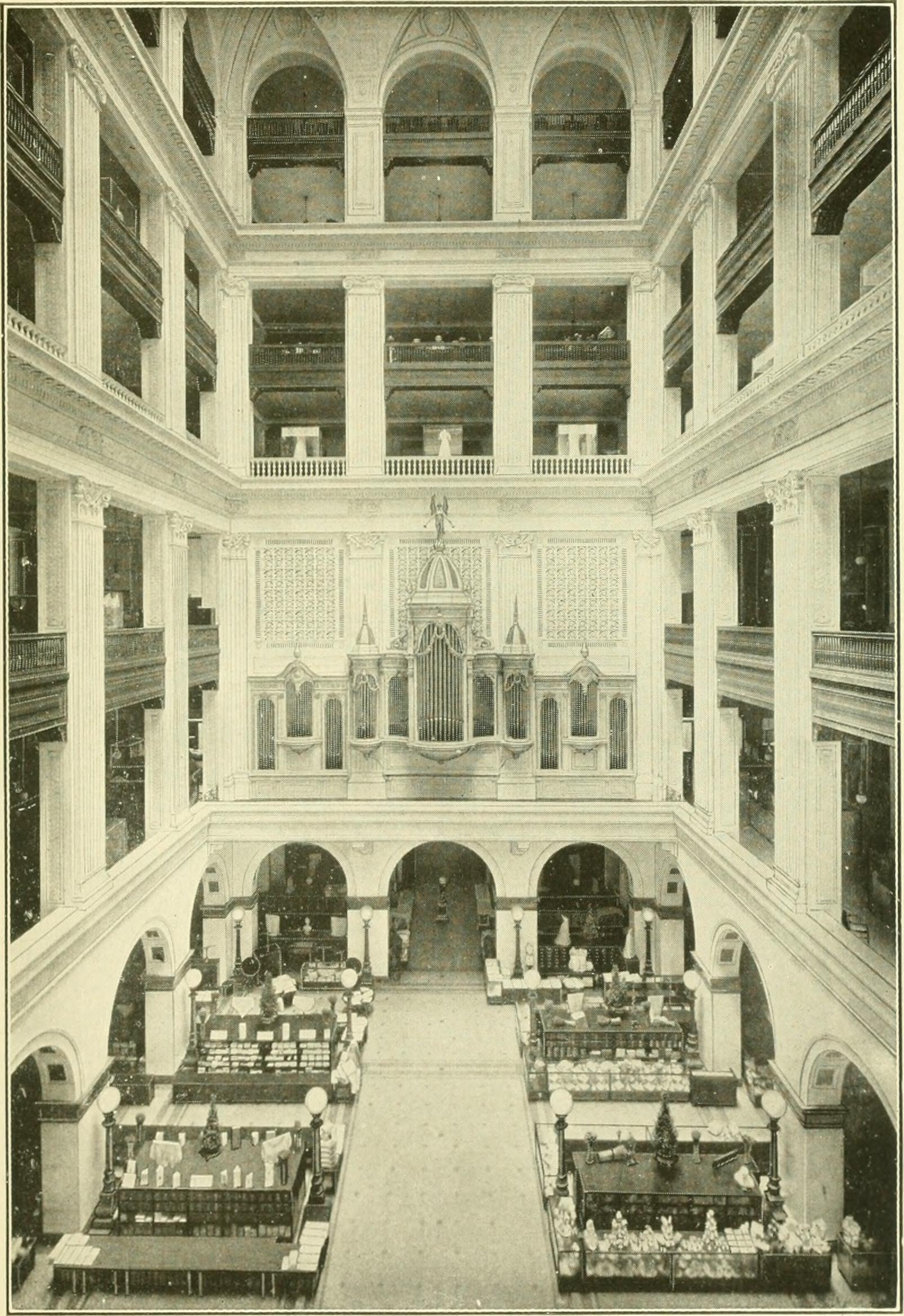
La Grand Court du magasin Wanamaker, Philadelphie, montrant la façade de l'orgue à l'extrémité sud, 1917

John Wanamaker a pensé à la façon dont il gérerait un magasin selon de nouveaux principes lorsque, dans sa jeunesse, un commerçant a refusé sa demande d'échange d'un achat. Chrétien pratiquant, il choisit de ne pas faire de publicité le dimanche. Avant d'ouvrir son Wanamaker's Grand Depot pour le commerce de détail, il laisse l'évangéliste Dwight L. Moody utiliser ses installations comme lieu de rencontre, tandis qu'il fournit 300 placeurs du personnel de son magasin. Ses publicités au détail, les premières à être protégées par le droit d’auteur à partir de 1874, sont factuelles et les promesses qui y étaient faites étaient tenues[réf. nécessaire].

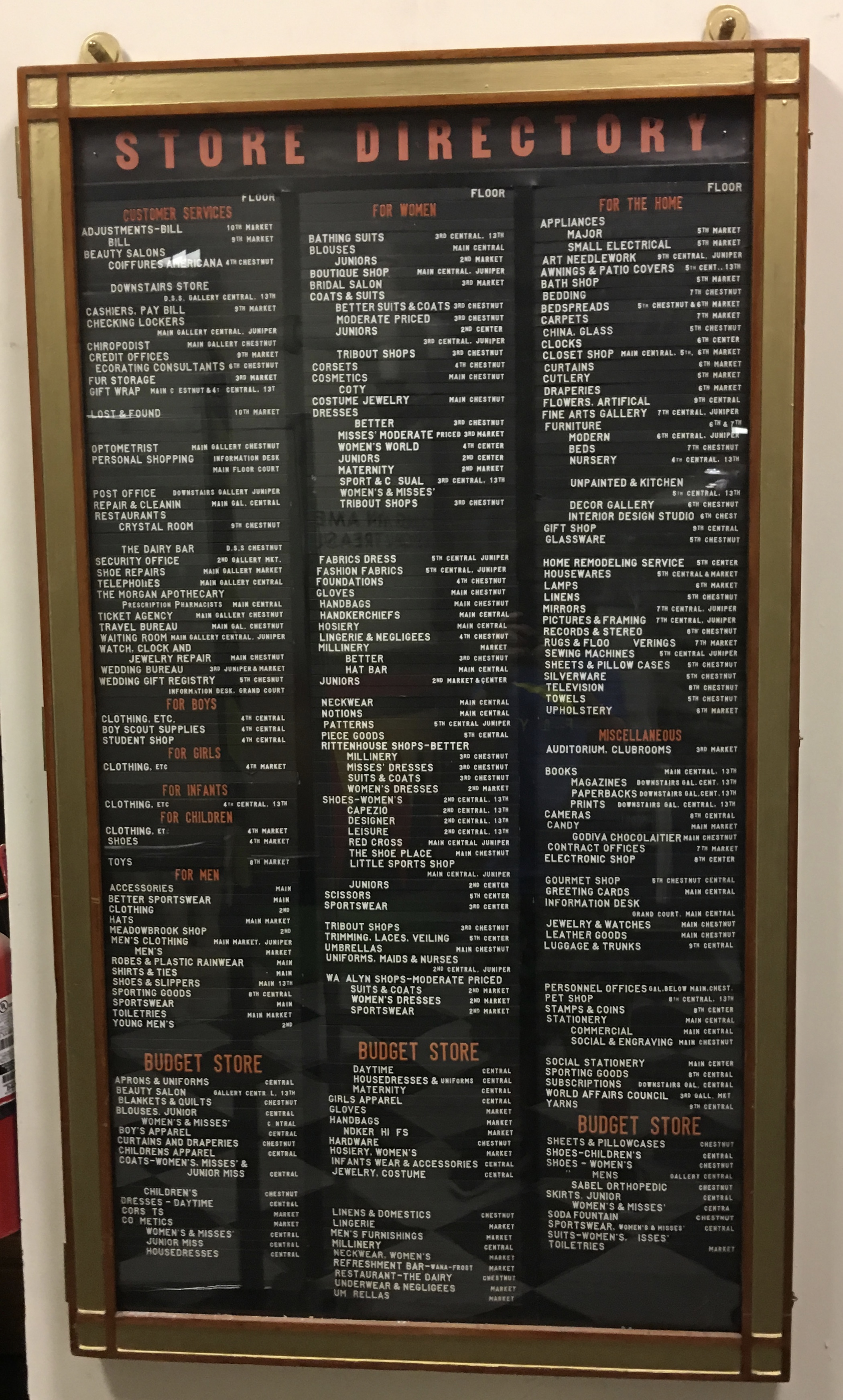
Annuaire des magasins phares

John Wanamaker garantit la qualité de sa marchandise imprimée, permet à ses clients de retourner leurs achats contre un remboursement en espèces et propose le premier restaurant situé dans un grand magasin. Il invente également l'étiquette de prix.
Ses employés doivent être traités avec respect par la direction, y compris ne pas être réprimandés en public, et John Wanamaker & Company offre ceux-ci l'accès au John Wanamaker Commercial Institute, ainsi que des soins médicaux gratuits, des installations de loisirs, des plans de participation aux bénéfices et des retraites, bien avant que ces types d’avantages ne soient considérés comme la norme dans l’emploi en entreprise.

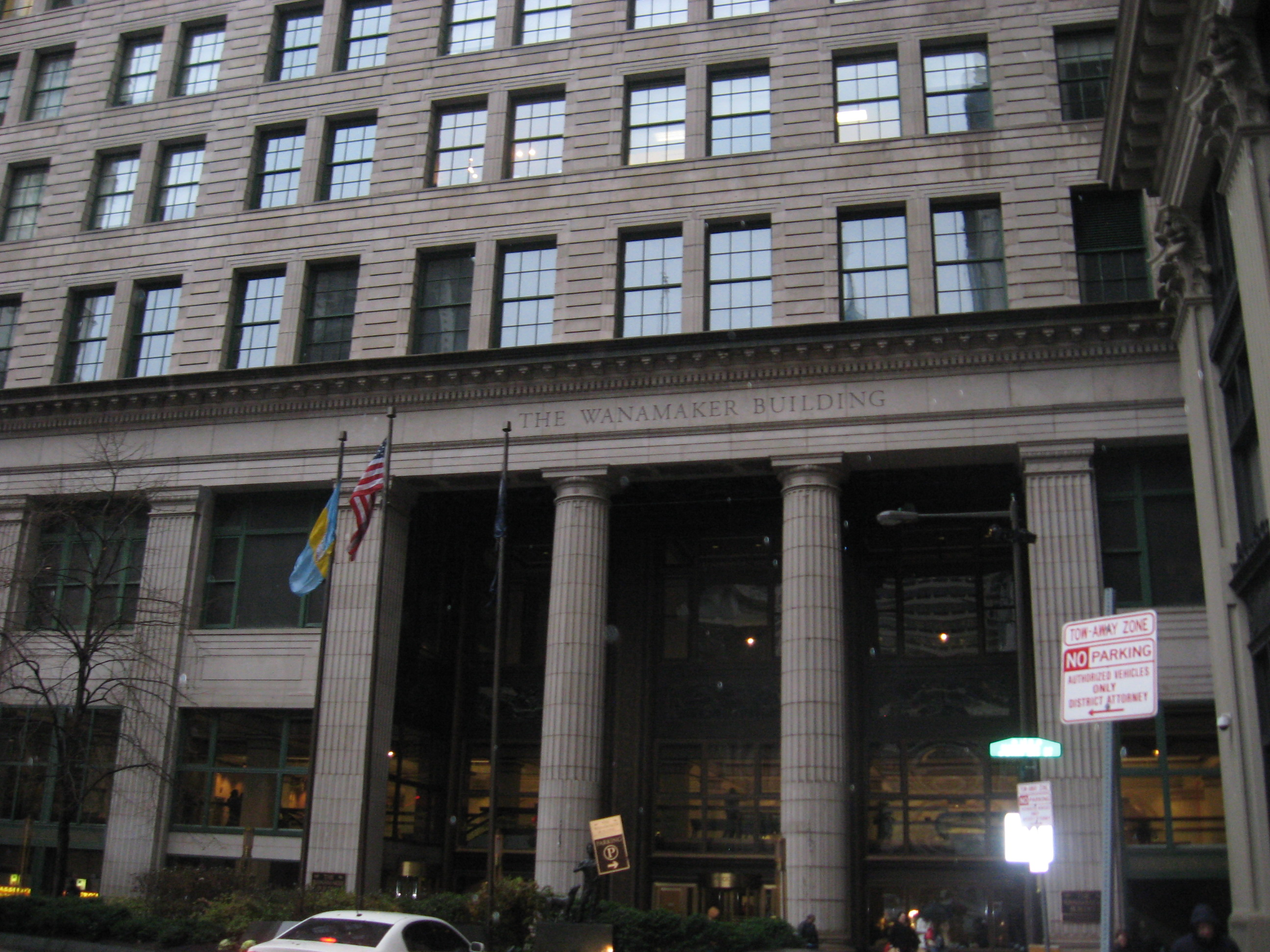
Wanamaker de South Penn Square

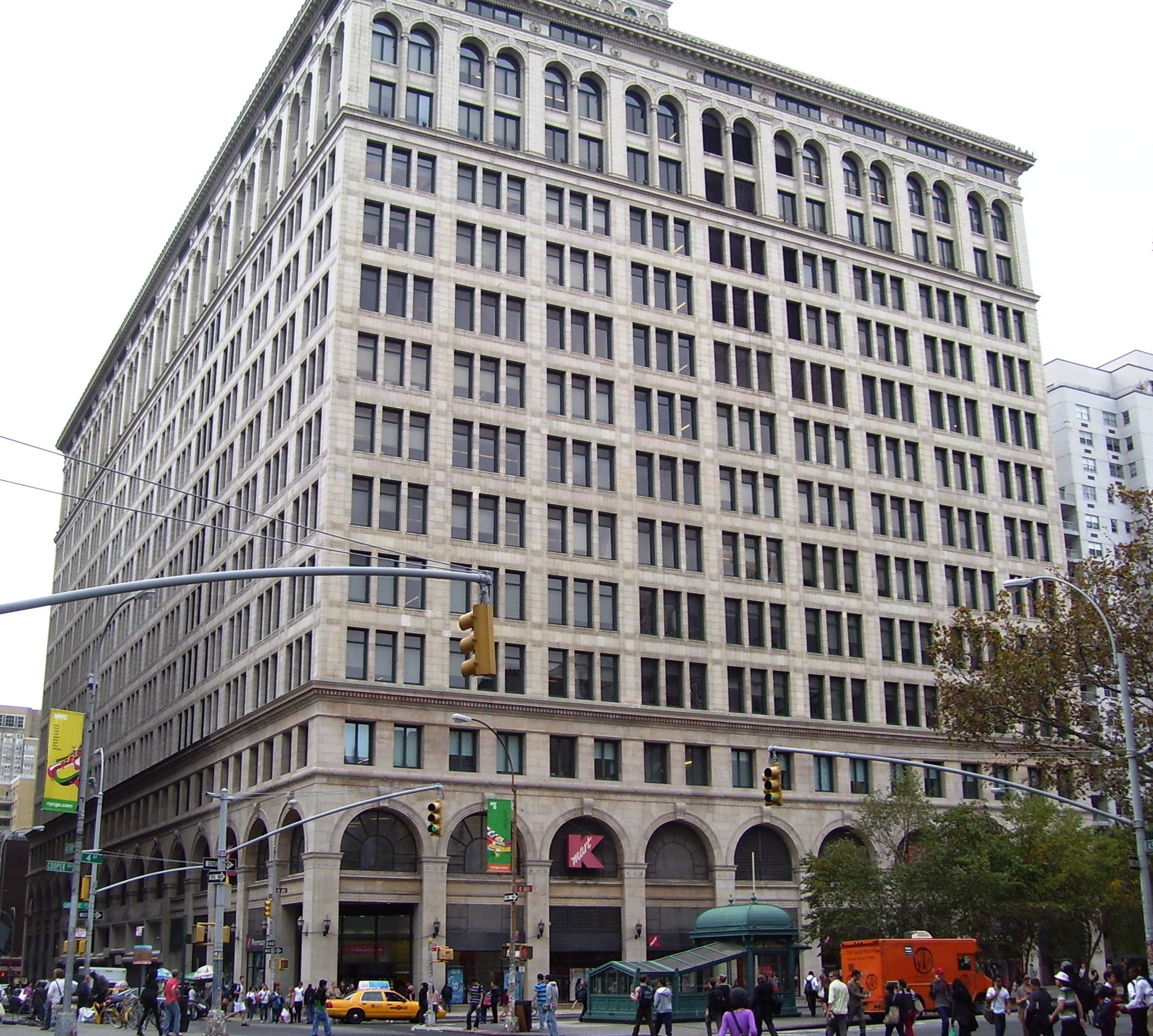
Le deuxième Wanamaker's au 770 Broadway, New York

L'innovation et les « premières » ont marqué Wanamaker. Le magasin fut le premier grand magasin doté d'un éclairage électrique (1878), le premier magasin doté d'un téléphone (1879) et le premier magasin à installer des tubes pneumatiques pour transporter de l'argent et des documents (1880).
Wanamaker's charge un artiste de Philadelphie/New Jersey, George Washington Nicholson (en) (1832-1912), de peindre une grande peinture murale paysagère, « The Old Homestead », qui est achevée en mars 1892. De 7 pieds sur 14 pieds (2,1 sur 4,3 m) la peinture murale appartient toujours à Wanamaker's en 1950, mais est depuis passée dans une collection privée.
En 1910, Wanamaker remplacé son Grand Depot par étapes et construit une nouvelle structure spécialement construite sur le même site, dans le centre-ville de Philadelphie. Le nouveau magasin, construit dans le style florentin, avec des murs en granit, par l'architecte de Chicago Daniel Burnham, compte 12 étages (dont neuf pour le commerce de détail), de nombreuses galeries et deux niveaux inférieurs totalisant près de deux millions de pieds carrés. Le palais somptueux présentait l'orgue Wanamaker, l'ancien orgue à tuyaux de l'Exposition universelle de Saint-Louis, à l'époque l'un des plus grands orgues du monde. L'orgue a été installé dans l'atrium central recouvert de marbre du magasin, connu sous le nom de Grand Court. Un autre objet de la Foire de Saint-Louis dans la Grand Court est le grand aigle en bronze, qui est rapidement devenu le symbole du magasin et le lieu de rencontre privilégié des acheteurs. Il suffisait de dire « Meet You at The Eagle » et tout le monde savait où aller. Le magasin a été inauguré par le président William Howard Taft le 30 décembre 1911.
Malgré sa taille, l'orgue fut jugé insuffisant pour remplir la Grand Court de sa musique. Wanamaker's a répondu en rassemblant sa propre équipe de facteurs d'orgue et en agrandissant l'orgue à plusieurs reprises sur une période de plusieurs années. Le "Wanamaker Organ" est le plus grand orgue à tuyaux pleinement opérationnel au monde, avec quelque 28 750 tuyaux. Il est célèbre pour la beauté délicate et orchestrale de sa sonorité ainsi que pour son incroyable puissance. L'orgue est toujours en place  aujourd'hui dans le magasin, et des récitals gratuits ont lieu deux fois par jour, sauf le dimanche. Les visiteurs sont également invités à visiter la zone des consoles de l'orgue, et à rencontrer le personnel après les récitals. Une fois par an, généralement en juin, a lieu le « Wanamaker Organ Day », un récital gratuit qui dure la majeure partie de la journée. Le magasin de New York abritait également un grand orgue ; il a été vendu aux enchères en 1955 pour 1 200 $ (~ 10,283 $ en 2022) après la fermeture du magasin de New York l'année précédente.
La nouvelle du naufrage du Titanic est transmise à la station sans fil de Wanamaker à New York et donnée à des foules anxieuses qui attendaient dehors – encore une autre première pour un magasin de détail américain Les chants de Noël publics dans le Grand Court du magasin ont commencé en 1918.
En 1919, El Mundo, un journal espagnol déclare à propos de son magasin de New York qu'il regroupait 100 rayons spéciaux sous un même toit, dont El Departamento de Latino-Americano de Servicio Personal (Le Département du Service Personnel pour les Latino-Américains).
D'autres innovations comprennent l'embauche d'acheteurs pour voyager chaque année à l'étranger en Europe pour les dernières modes, la première White sale (en) (1878) et d'autres ventes thématiques telles que les « Opportunity Sales » de février pour maintenir les prix aussi bas que possible tout en maintenant un volume élevé Le magasin diffusait également ses concerts d'orgue sur la station de radio WOO (en) appartenant à Wanamaker à partir de 1922 Sous la direction de James Bayard Woodford, Wanamaker's a ouvert des magasins de pianos à Philadelphie et à New York qui ont réalisé d'énormes affaires grâce à un système de vente innovant à prix fixe. Des salons au décor d’époque étaient utilisés pour vendre les articles les plus chers Wanamaker a également essayé de vendre pendant un certain temps de petits orgues construits par la Austin Organ Company (en).

### Lent déclin
Après la mort de John Wanamaker en 1922, l'entreprise reste la propriété de la famille Wanamaker, Rodman Wanamaker, le fils de John, renforce la réputation des magasins en tant que centres artistiques et temples de la beauté, proposant des produits de luxe importés du monde entier. Après sa mort en 1928, les magasins, gérés pour la famille par une fiducie, continuent à prospérer pendant un certain temps. Le département de vêtements et accessoires pour hommes est agrandi pour créer son propre magasin séparé situé aux étages inférieurs du Lincoln-Liberty Building, deux portes plus bas sur Chestnut Street, en 1932. Cet immeuble, qui abrite également un appartement privé pour la famille Wanamaker au dernier étage, est vendu à la Philadelphia National Bank en 1952 ; les initiales sur la couronne du bâtiment indiquaient « PNB » jusqu'en novembre 2014, alors même que la banque n'existait plus. Au fil du temps, Wanamaker's a perdu des affaires au profit d'autres chaînes de vente au détail, notamment Bloomingdale's et Macy's, sur le marché de Philadelphie. Le Wanamaker Family Trust a finalement vendu John Wanamaker and Company, avec ses magasins sous-patronés, aux Carter Hawley Hale Stores, basés à Los Angeles, pour 60 millions de dollars américains (environ  212 millions de dollars en 2022) en espèces en 1978. Carter Hawley Hale a investi 80 millions de dollars supplémentaires dans la rénovation des magasins, mais en vain : les clients étaient partis ailleurs au cours des décennies qui ont suivi et ne sont pas revenus.
Fin 1986, la chaîne qui compte aujourd'hui 15 magasins a été vendue à Woodward & Lothrop, propriété du magnat des centres commerciaux de Détroit, A. Alfred Taubman (en), pour environ 180 millions de dollars (environ 410 dollars de dollars en 2022). Taubman a réorganisé l'entreprise avec une dénomination sociale abrégée (Wanamaker's Inc) et a investi des millions supplémentaires dans la rénovation des magasins et les campagnes de relations publiques Cela non plus n'a pas aidé, car les intérêts commerciaux de Taubman étaient lourdement endettés et les ventes combinées des magasins étaient décevantes Estimant que l'espace du bâtiment Wanamaker avait plus de valeur que certaines parties du magasin historique Wanamaker, le magasin phare de Philadelphie a été réduit à ses cinq premiers étages, le côté de Juniper Street est devenu le hall d'un immeuble de bureaux pour les étages supérieurs, et l'ancien budget du sous-sol. Le "Downstairs Store" est devenu un parking Le restaurant Crystal Tea Room a été fermé et finalement loué à la Marriott Corporation pour être utilisé comme salle de bal Les effets personnels de M Wanamaker provenant de son bureau jusqu'alors conservé au huitième étage, ainsi que les archives du magasin, ont été donnés à la Société historique de Pennsylvanie. En octobre 1987, le bâtiment Wanamaker a été vendu au promoteur John Kusmiersky . Les immenses peintures de Pâques bien-aimées Le Christ devant Pilate (1881) et le Golgotha (1884) de Mihály Munkácsy, qui étaient les préférées personnelles de M Wanamaker et étaient exposées chaque année dans la Grande Cour pendant le Carême, ont été vendues sans cérémonie aux enchères en 1988 .
Woodward & Lothrop s'est effondré en faillite, déposant une demande de chapitre 11 le 17 janvier 1994, et avec lui les magasins Wanamaker, qui ont été vendus à May Department Stores Company le 21 juin 1995 Wanamaker's Inc a été officiellement dissoute et les opérations ont été consolidées avec la division May's Hecht's (en) à Arlington, en Virginie. Après 133 années consécutives, le nom Wanamaker's a été supprimé de tous les magasins et remplacé par celui de Hecht's. En 1997, May a acquis le rival historique de Wanamaker, Strawbridge & Clothier, (en) et a rebaptisé tous les sites Hecht de la région de Philadelphie avec le nom de Strawbridge. Le Center City Hecht's (temporairement nommé Strawbridge's) a été fermé pour une longue rénovation et rénovation qui a vu l'ancien espace de vente au détail Wanamaker réduit à nouveau en taille à trois étages, et les anciens étages de vente des étages supérieurs ont été subdivisés en bureaux commerciaux. Il s'agissait de préparer le terrain, en 1997, pour que Lord & Taylor, une autre division des grands magasins May, basée à New York, ouvre ses portes dans l'ancien magasin phare de Wanamaker, au centre-ville de Philadelphie En août 2006, le magasin a été converti en Macy's, exploité par la division Macy's Est de Federated Department Stores Inc (maintenant Macy's Inc ), qui a acquis May fin 2005. Le magasin Wanamaker de New York sur Broadway avait un espace de vente au détail occupé par Kmart en 1996, puis par Wegmans (2023).
Le magasin n’a pas été à l’abri du changement majeur dans la vente au détail, passant des chaînes régionales aux chaînes nationales. L'uniformité de l'offre de marques et les économies réalisées par les chaînes nationales ont toutes joué contre la viabilité du magasin en tant que personnalité indépendante, même si les clients avaient généralement leur mot à dire dans la détermination de l'offre du magasin et que la magnificence de son espace commercial avait tendance à l'amener à être approvisionné en meilleures offres D’autres détaillants avaient également appris à proposer des produits avec des effectifs beaucoup plus réduits La capacité des détaillants à « devenir nationaux » en opposition aux goûts régionaux est encore une expérience en cours avec des résultats mitigés.
Le magasin phare de Wanamaker, avec son célèbre orgue et son aigle de l'Exposition universelle de Saint-Louis, a été désigné monument historique national en 1978. En 1992, un groupe à but non lucratif, les Amis de l'orgue Wanamaker, a été fondé pour promouvoir la préservation, la restauration et la présentation du célèbre orgue à tuyaux .

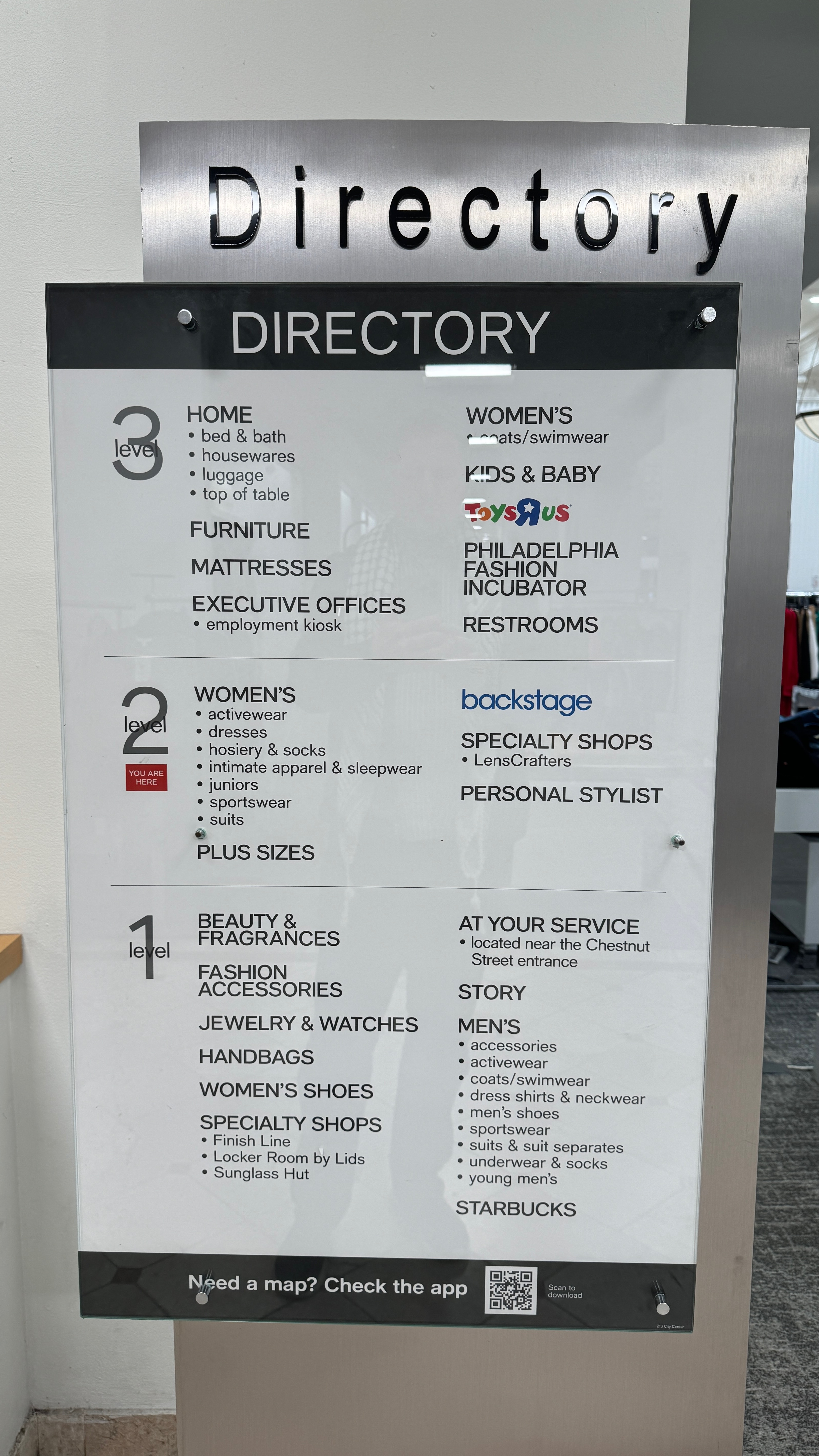
Annuaire, Macy's Center City en février 2024

En tant que site de vente au détail, le magasin phare de Philadelphie s'est révélé rentable pour les locataires ultérieurs Lord & Taylor et maintenant Macy's[réf. nécessaire]. Avec une longue tradition de défilés et de feux d'artifice, Macy's a joué un rôle civique de premier plan dans la promotion des traditions historiques de Wanamaker, en particulier l'orgue Wanamaker et le spectacle de lumière de Noël. En 2008, Macy's a célébré son 150e anniversaire dans le magasin phare de Philadelphie avec un concert mettant en vedette le Wanamaker Organ et l'Orchestre de Philadelphie qui a attiré un public plein à craquer. Actuellement, seuls 3 étages du bâtiment sont encore utilisés comme surface de vente des grands magasins.

### Spectacle de lumière de Noël

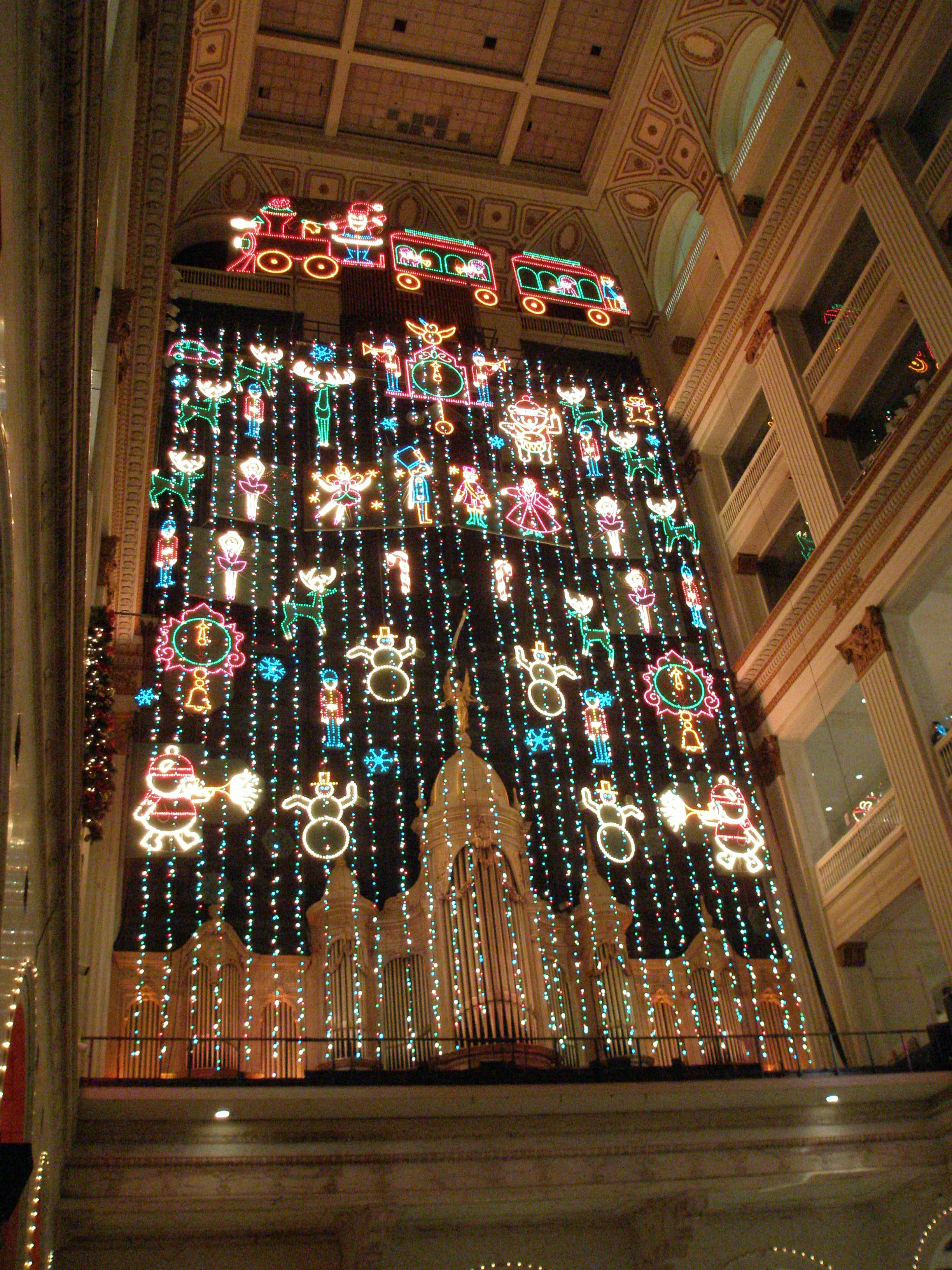
Spectacle de lumière original, 2006

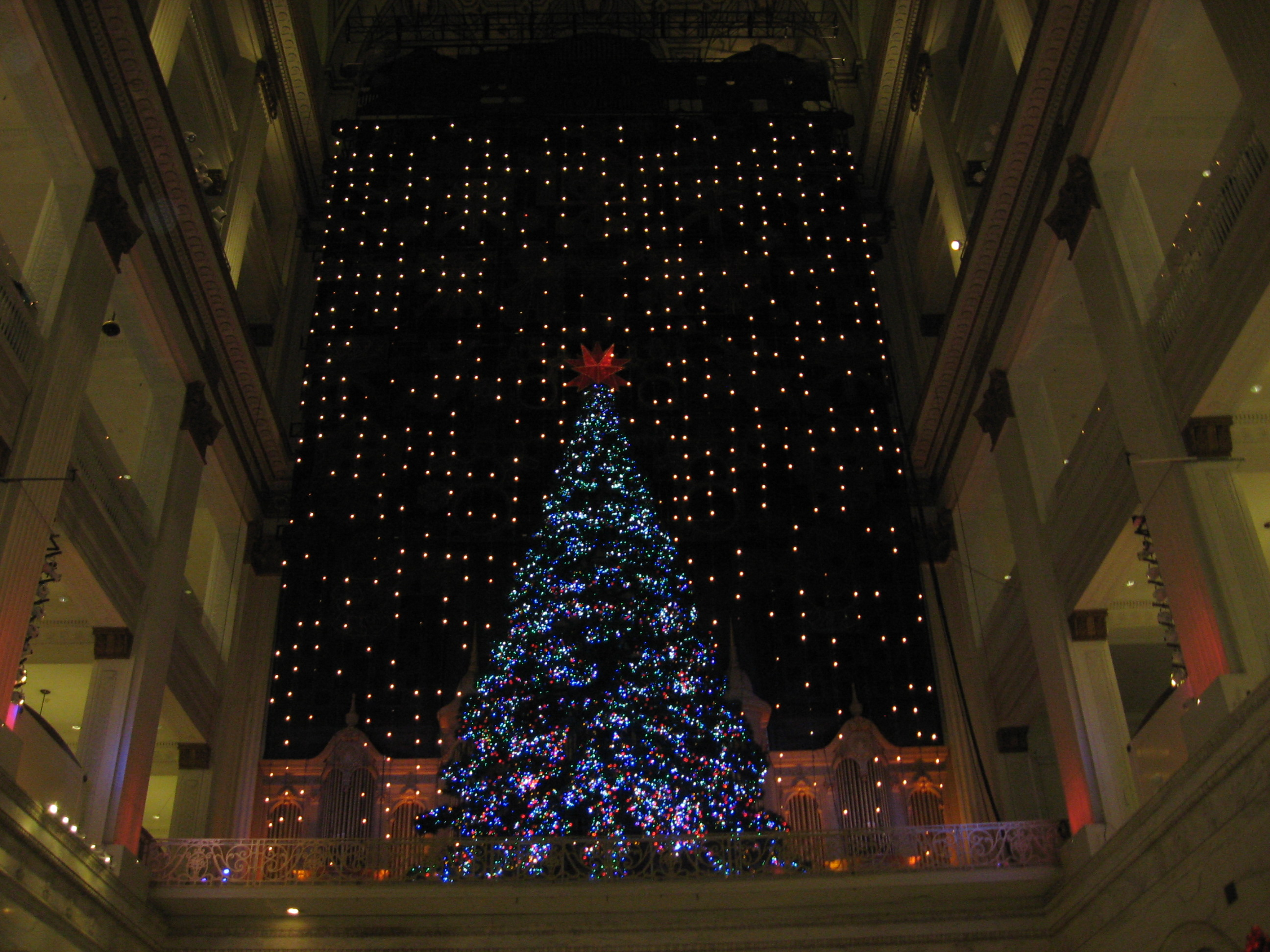
Spectacle de lumière, 2013

En 1956, les Wanamaker de Philadelphie ont créé un spectacle de lumières de Noël, un grand spectacle musical et lumineux clignotant sur plusieurs étages, visible depuis plusieurs niveaux du bâtiment Sa popularité auprès des parents et des enfants de Philadelphie, ainsi que des touristes, a assuré un fonctionnement continu, même après la vente du bâtiment à différents intérêts commerciaux.
Pendant des décennies jusqu'en 1994, la « voix » baryton mélodique de la série était John Facenda (en), connu des Philadelphiens depuis des décennies pour rapporter l'actualité à la radio et à la télévision, ainsi qu'à l'échelle nationale comme la voix de NFL Films Ed Sabol de NFL Films a qualifié Facenda de "La Voix de Dieu". Ses paroles et sa prestation dramatique de baryton ont été les points forts des spectacles et ont beaucoup contribué à renforcer Facenda's stock and mystique. Plusieurs annonceurs ont raconté l'émission entre 1995 et 2005. À partir de 2006, sous Macy's, Julie Andrews est devenue la narratrice de la série Également en 2006, le train Santa Express est revenu au sommet de la Grand Court.
En 2007, l'ensemble du spectacle de lumières de Noël a été entièrement modernisé et reconstruit par Macy's Parade Studio sur de nouvelles fermes avec des matériaux plus légers et un éclairage LED. En 2008, un nouvel et plus grand sapin de Noël magique doté de lumières LED a fait ses débuts Cependant, pour des raisons de sécurité et de logistique, les fontaines à eau dansantes ont été retirées et ne reviendront plus.

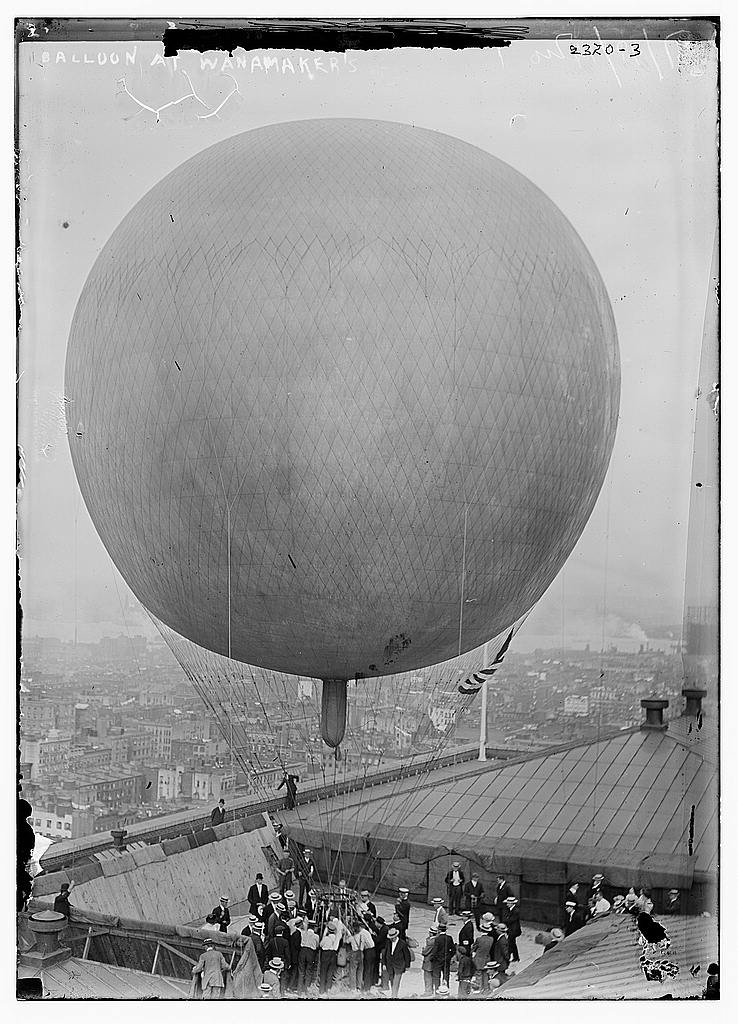
Albert Leo Stevens quitte Wanamaker's à New York en 1911

## Configuration d'un magasin phare
- Rez-de-chaussée : statue d'aigle en bronze « Durana » de 2 500 livres dans la Grande Cour, réalisée par le sculpteur allemand August Gaul pour l'exposition sur l'achat de la Louisiane en 1904 et achetée par John Wanamaker ; à ce jour, les Philadelphiens acceptent fréquemment de « on se retrouve à l'aigle » (chez Wanamaker)[18] ;
- 3e étage : Auditorium Egyptian Hall derrière les bureaux de la direction, également un auditorium Greek Hall. Depuis 2008, l'architecture de l'Egyptian Hall est masquée par les bureaux de la direction et le village de Noël de Dickens ;
- 8e étage : Le département des jouets a un monorail Rocket Express, de 1946 à 1984, pour les enfants qui se déplaçait dans le département des jouets, le département des caméras et le département des pianos et des orgues La voiture du monorail est exposée au Please Touch Museum (en) de Philadelphie[19] ;
- 9e étage : Crystal Tea Room (Salon de Thé Crystal) ;
- 10e étage : Médecin et infirmières internes ;
- 12e étage : Atelier d'orgue Wanamaker, où l'orgue Wanamaker a été agrandi par une équipe d'experts internes ;
- Sous-sols : Le magasin du rez-de-chaussée, le bureau de poste, les objets trouvés, la cordonnerie, le restaurant Dairy Bar. Cette zone est devenue un parking ;
- Station de radiodiffusion ;
- Maison témoin à l'étage des meubles ;
- Siège du plus grand orgue jouable au monde..

### Crystal Tea Room

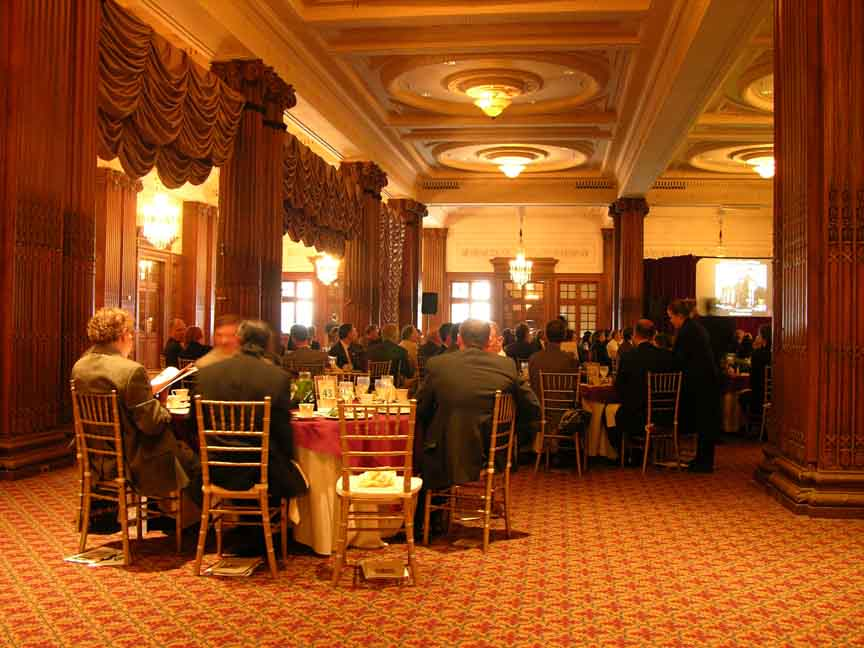
Le Salon de Thé Cristal

Le Wanamaker's abrite également le restaurant Crystal Tea Room, situé au 9e étage, qui ferme ses portes au public en 1995. Il est réhabilité en salle de banquet privée, pouvant accueillir des réceptions assises jusqu'à 1 000 personnes. Un guide de Wanamaker datant des années 1920 indique que le Crystal Tea Room est la plus grande salle à manger de Philadelphie et l'une des plus grandes au monde. Elle pouvait alors accueillir 1 400 personnes à la fois. On y servait le petit-déjeuner le matin, le déjeuner et le thé l'après-midi. Les grands fours de la cuisine pouvaient rôtir 75 dindes à la fois et l'établissement était équipé de casiers et de salles de bain pour les employés.En hommage à John Wanamaker qui défendait la cause de la tempérance, l'alcool n'était pas servi dans le salon de thé jusqu'à ce que le trust familial vende le magasin. Le salon de thé proposait également des réunions informelles.
Il y a aussi un café sur le balcon, le Terrace on the Court, au troisième étage, face à la Grand Court, où les clients pouvaient entendre l'orgue Wanamaker pendant qu'ils dînaient. Macy's ferme ce restaurant en 2008.

## Succursales de banlieue
Wanamaker's ouvre un magasin à Wilmington, Delaware en 1950 Après la fermeture du magasin de New York en 1954, Wanamaker's s'est étendu à la banlieue de Philadelphie, en commençant par le magasin de Wynnewood en décembre 1954. La deuxième succursale de banlieue a ouvert ses portes en 1958 à Jenkintown, non loin du magasin Strawbridge and Clothier (en).
Le magasin du centre commercial Moorestown a ouvert ses portes en 1963. Les autres succursales de banlieue importantes sont le King of Prussia Mall, ouvert en 1963, l'Harrisburg Mall, en 1969, le Berkshire Mall, en 1970, l'Oxford Valley Mall, en 1973, le Springfield Mall, en 1974, le Deptford Mall, en 1975, le Roosevelt Mall, en 1976, le Lehigh Valley Mall, en 1976, le Montgomery Mall, en 1977, et le Christiana Mall, qui est en 1991 le dernier magasin Wanamaker construit.

## Dans la culture populaire
Dans la comédie musicale Guys and Dolls de 1950, dans la chanson Marry the Man Today, Adélaïde chante la phrase « Chez Wanamaker, Saks et Klein, une leçon qu'on m'a enseignée. On ne peut pas faire de retouches sur une robe que l'on n'a pas acheté ».
Des scènes du film Blow Out de 1981 sont tournées à l'extérieur de Wanamaker.
Une grande partie du film Mannequin de 1987 a été tournée chez Wanamaker,, tout comme la suite de 1991, Mannequin Two: On the Move.
Dans la série télévisée HBO Les Soprano, le chef du crime emprisonné de Lupertazzi, John "Johnny Sack" Sacramoni, raconte à son avocat qu'il a rencontré sa femme Ginny alors qu'elle travaillait au comptoir des cravates chez Wanamaker.